# Crateromys australis
Crateromys australis är en däggdjursart som beskrevs av Musser, Heaney och Dioscoro S. Rabor 1985. Crateromys australis ingår i släktet Crateromys och familjen råttdjur. IUCN kategoriserar arten globalt som akut hotad. Inga underarter finns listade i Catalogue of Life.
Denna gnagare lever endemisk på ön Dinagat i östra Filippinerna. Kanske finns den även på mindre öar i närheten. De individer som är kända hittades i skogar i låglandet. Arten klättrar i växtligheten.
Ett exemplar var 26,5 cm lång (huvud och bål), hade en 28,1 cm lång svans och 5,4 cm långa bakfötter. Viktuppgifter saknas. Arten är så en medelstor medlem i släktet Crateromys. Den ganska styva men inte taggiga pälsen på ovansidan bildas av orangebruna och rosa-bruna hår med några svarta hår inblandade vad som ger ett spräckligt utseende. Det saknas en tydlig gräns mot den ljusare orangebruna pälsen på undersidan, utan svarta hår. Ansiktet kännetecknas av en ring kring varje öga med mörk hud och smala bruna hår. Ett kort avsnitt av svansen nära bålen är liksom ovansidan mörk orangebrun. Sedan följer ett svart avsnitt och svansens spets är täckt av vit päls. Även svansens hår är styva, utan taggar. Korta bruna hår förekommer bara vid öronens utkant.
Fram till 2017 hittades bara ett fåtal individer. I utbredningsområdet pågår skogsavverkningar för att skapa plats åt gruvdrift. I regionen förekommer ett fågelskyddsområde men dess kvarvarande är oklart på grund av ökande ekonomiska intressen.